# Siparuna ovalis
Siparuna ovalis là một loài thực vật có hoa trong họ Siparunaceae. Loài này được (Ruiz & Pav.) A. DC. miêu tả khoa học đầu tiên năm 1868.